# Antennolaelaps heterosetae
Antennolaelaps heterosetae är en spindeldjursart som beskrevs av Wolfgang Karg 1993. Antennolaelaps heterosetae ingår i släktet Antennolaelaps och familjen Ologamasidae. Inga underarter finns listade i Catalogue of Life.